# For Semafor
For Semafor (2009) je sampler, který vydal Pavel Klusák ve svém nově vzniklém vydavatelství Klíče. Album obsahuje 20 cover verzí semaforských písní od různých hudebníků, převážně zástupců české alternativní scény.
Nahrávání alba zaznamenával na kameru Miroslav Janek, který ze získaného materiálu vytvořil hudební dokumentární film.
Píseň Toulaví zpěváci v podání Zuzany Navarové a Ivána Gutiérreze je převzatá z živého Zeleného alba (2000).

## Seznam písní
1. DVA – Vyvěste fangle
2. Vypsaná fiXa – Míč
3. Tata Bojs – V kašně
4. Midi lidi – Co jsem měl dnes k obědu / Co já všechno uvedu
5. Jaroslav Dušek & Vizita Band – Modré punčochy
6. Mňága a Žďorp – Škrhola
7. Magnetik & Robert Nebřenský – Blues touhy po světle
8. Ecstasy of Saint Theresa – Blázen a dítě
9. Zuzana Navarová a Iván Gutiérrez – Toulaví zpěváci
10. Petr Nikl – Pramínek vlasů
11. Květy – Oči sněhem zaváté
12. Jan Burian & Křehcí muži – Na vrata přibili můj stín
13. Zatrestband – Tak abyste věděla
14. Přemysl Rut – Jsem za mřížemi
15. Allstar Refjúdží Band – Sluníčko
16. Kazety – Krajina posedlá tmou
17. Jiří Konvrzek – Blues touhy po světle
18. Jan Štolba Trio – Propil jsem gáži
19. OTK – Na shledanou
20. Irena a Vojtěch Havlovi – Motýl